# Kojgorodský rajón
Kojgorodský rajón (rusky Койгородский район, komi Койгорт район) je administrativně-územní jednotka (komunální rajón) v Komijské republice v Rusku. Administrativním centrem je vesnice (selo) Kojgorodok. Kojgorodský rajón se počítá mezi rajóny Dálného severu.

## Geografie
Rajón se nachází v jihozápadní části republiky Komi, na horním toku řeky Sysola. Hraničí s Priluzským, Sysolským, Syktyvdinským a Kortkerosským rajónem republiky Komi a také s Kirovskou oblastí na jihu a s Permským krajem na východě.

## Historie
V území bývalého Kojgorodského újezdu 7. června 1949 vznikl vyhláškou prezidia Nejvyššího sovětu RSFSR rozdělením Sysolského rajónu Kojgorodský rajón.

## Demografie
- 2002 — 10 020 obyv.
- 2009 — 9 121 obyv.
- 2010 — 8 431 obyv.
- 2011 — 8 393 obyv.
- 2012 — 8 244 obyv.
- 2013 — 8 124 obyv.
- 2014 — 7 972 obyv.
- 2015 — 7 766 obyv.
- 2016 — 7 630 obyv.

## Administrativní členění

### Městské a vesnické okresy
| №. | Městské a vesnické okresy                      | Administrativní centrum | Počet sídelních útvarů | Počet obyvatel | Rozloha [km2] |
| -- | ---------------------------------------------- | ----------------------- | ---------------------- | -------------- | ------------- |
| 1  | Komunální útvar vesnického okresu „Griva“      | selo Griva              | 3                      | ↘ 337          | 433,46        |
| 2  | Komunální útvar vesnického okresu „Kažym“      | sídlo Kažym             | 4                      | ↗ 879          | 2 074,51      |
| 3  | Komunální útvar vesnického okresu „Kojgorodok“ | selo Kojgorodok         | 1                      | ↗ 2 868        | 801,92        |
| 4  | Komunální útvar vesnického okresu „Kojdin“     | sídlo Kojdin            | 1                      | ↘ 1 288        | 6,44          |
| 5  | Komunální útvar vesnického okresu „Kom“        | sídlo Kom               | 2                      | ↘ 6            | 702,37        |
| 6  | Komunální útvar vesnického okresu „Kuzjol“     | sídlo Kuzjol            | 1                      | ↘ 252          | 1 848,84      |
| 7  | Komunální útvar vesnického okresu „Ňučpas“     | sídlo Ňučpas            | 1                      | ↘ 151          | 904,28        |
| 8  | Komunální útvar vesnického okresu „Podz“       | sídlo Podz              | 4                      | ↘ 1 160        | 2 157,75      |
| 9  | Komunální útvar vesnického okresu „Užga“       | selo Užga               | 4                      | ↘ 624          | 1 120,59      |

### Sídelní útvary
| №. | Sídelní útvar     | Rusky            | Typ sídelního útvaru | Počet obyvatel | Komunální útvar                                |
| -- | ----------------- | ---------------- | -------------------- | -------------- | ---------------------------------------------- |
| 1  | Věžju             | Вежъю            | sídlo                | 325            | Komunální útvar vesnického okresu „Užga“       |
| 2  | Věrchnij Turunju  | Верхний Турунъю  | sídlo                | 52             | Komunální útvar vesnického okresu „Kažym“      |
| 3  | Griva             | Грива            | vesnice (selo)       | 363            | Komunální útvar vesnického okresu „Griva“      |
| 4  | Guž               | Гуж              | sídlo                | 2              | Komunální útvar vesnického okresu „Kažym“      |
| 5  | Zimovka           | Зимовка          | sídlo                | 294            | Komunální útvar vesnického okresu „Podz“       |
| 6  | Ivan-Čomja        | Иван-Чомъя       | sídlo                | ↘118           | Komunální útvar vesnického okresu „Podz“       |
| 7  | Kažym             | Кажым            | sídlo                | ↘ 940          | Komunální útvar vesnického okresu „Kažym“      |
| 8  | Karvudžjem        | Карвуджем        | vesnice (děrevňa)    | 4              | Komunální útvar vesnického okresu „Griva“      |
| 9  | Kojgorodok        | Койгородок       | vesnice (selo)       | ↗ 2 868        | Komunální útvar vesnického okresu „Kojgorodok“ |
| 10 | Kojdin            | Койдин           | sídlo                | ↘ 1 288        | Komunální útvar vesnického okresu „Kojdin“     |
| 11 | Kom               | Ком              | sídlo                | 46             | Komunální útvar vesnického okresu „Kom“        |
| 12 | Kuzjol            | Кузьёль          | sídlo                | ↘ 252          | Komunální útvar vesnického okresu „Kuzjol“     |
| 13 | Myrponayb         | Мырпонаыб        | vesnice (děrevňa)    | 2              | Komunální útvar vesnického okresu „Užga“       |
| 14 | Nižnije Běrezniki | Нижние Березники | vesnice (děrevňa)    | 0              | Komunální útvar vesnického okresu „Griva“      |
| 15 | Nižnij Turunju    | Нижний Турунъю   | sídlo                | 173            | Komunální útvar vesnického okresu „Kažym“      |
| 16 | Ňučpas            | Нючпас           | sídlo                | ↘ 151          | Komunální útvar vesnického okresu „Ňučpas“     |
| 17 | Podz              | Подзь            | sídlo                | 872            | Komunální útvar vesnického okresu „Podz“       |
| 18 | Sedtydor          | Седтыдор         | sídlo                | 252            | Komunální útvar vesnického okresu „Užga“       |
| 19 | Tybju             | Тыбъю            | sídlo                | 2              | Komunální útvar vesnického okresu „Podz“       |
| 20 | Užga              | Ужга             | vesnice (selo)       | 158            | Komunální útvar vesnického okresu „Užga“       |
| 21 | Usť-Voktym        | Усть-Воктым      | sídlo                | 43             | Komunální útvar vesnického okresu „Kom“        |